# Krvavi Potok
Krvavi Potok är ett litet samhälle, vid bäcken med samma namn, i kommunen Hrpelje-Kozina i regionen Obalno-kraška i sydvästra Slovenien. Vid Krvavi Potok finns det en gränsövergång till Italien. Namnet Krvavi Potok, som kan översättas till "blodig bäck", tros vara från 1800-talet när Napoleons trupper var i området.